# Galumna longiporosa
Galumna longiporosa är en kvalsterart som beskrevs av K. Fujikawa 1972. Galumna longiporosa ingår i släktet Galumna och familjen Galumnidae. Inga underarter finns listade i Catalogue of Life.